# Sparrenaubrücke
Die Sparrenaubrücke, auch Sihlsteg Sparrenau genannt, ist eine Strassenbrücke über die Sihl wenig flussabwärts von der Station Sihlbrugg in der Gemeinde Horgen im Schweizer Kanton Zürich. 

## Konstruktion
Die elegante Eisenbetonbogenbrücke wurde 1902 gebaut. Sie ersetzte einen Holzsteg, der den Hochwassern mit Eisgang zum Opfer fiel.

## Erhaltenswertes Objekt
Das Bauwerk ist denkmalgeschützt und gehört zu den ältesten noch erhaltenen Stahlbetonbrücken des Kantons Zürich.

## Nutzung
Der Sparrenau-Übergang mit rechtwinkligem Anschluss an die Sihltalstrasse ist eine schmale einspurige Strassenbrücke. Es besteht ein signalisiertes Fahrverbot für Motorwagen, Motorräder und Motorfahrräder. Die Brücke dient vor allem Fussgängern und Velofahrern. Wanderwege, ein Pferdeweg und die Veloland Route 94 L’Areuse–Emme–Sihl führen über die Brücke.

## Naturschutzgebiet
Auf der linken Flussseite befindet sich das BLN Gebiet «Albiskette – Reppischtal».
Auf der rechten Flussseite befindet sich das BLN Gebiet «Glaziallandschaft Lorze – Sihl mit Höhronenkette und Schwantenau».